# Comunidor de Santa Maria de sa Serra
El Comunidor de Santa Maria de sa Serra, és un comunidor de Vallferosa, al municipi de Torà (Solsonès), inclòs a l'Inventari del Patrimoni Arquitectònic de Catalunya.

## Descripció
Petit altar per beneir el terme actualment en desús. Es troba a 20 metres escassos del porxo de l'església de Santa Maria de Sa Serra i el seu estat és molt precari, a causa de les inclemències del temps. Està format per un basament molt irregular, un fust quadrangular d'uns 30 cm i una tauleta d'altar de 50 x 50 cm.